# Rydebäck
Rydebäck is een plaats in de gemeente Helsingborg en voor een klein deel in de gemeente Landskrona in de provincie Skåne län en het landschap Skåne, dit zijn de zuidelijkste provincie en landschap van Zweden. De plaats heeft 4485 inwoners (2005) (hiervan wonen 4445 in de gemeente Helsingborg en 40 in de gemeente Landskrona) en een oppervlakte van 194 hectare (hiervan ligt 184 hectare in de gemeente Helsingborg en 10 in de gemeente Landskrona).

## Geboren
- Marcus Nilsson (1988), voetballer